# Провост (Алберта)
Провост (енгл. Provost) је малена варошица у источном делу централне Алберте у Канади, на 19 км западно од провинцијске границе са Саскачеваном. 
Према подацима пописа становништва из 2011. у варошици је живео 2.041 становник, што је за 1,5% мање у односу на 2.072 житеља колико је регистровано приликом пописа 2006. године.
Привреда насеља у највећој мери почива на пољопривредној производњи, и нешто мање на експлоатацији нафте.

## Становништво
| 2006. | 2011. |
| ----- | ----- |
| 2.072 | 2.041 |